# آسیاگو ۷۶۷۹
سیارک ۷۶۷۹ (به انگلیسی: 7679 Asiago، نامگذاری:1996CA9) هفت هزار و ششصد و هفتاد و نهمین سیارک کشف شده‌است که در ۱۵ فوریه ۱۹۹۶ کشف شد.
قدر مطلق سیارک برابر ۱۳٫۳۰ است.